# Šuljam
Šuljam (en serbe cyrillique : Шуљам) est un village de Serbie situé dans la province autonome de Voïvodine et sur le territoire de la ville de Sremska Mitrovica, district de Syrmie (Srem). Au recensement de 2011, il comptait 630 habitants.
Šuljam est une communauté locale, c'est-à-dire une subdivision administrative, de la ville de Sremska Mitrovica.

## Géographie

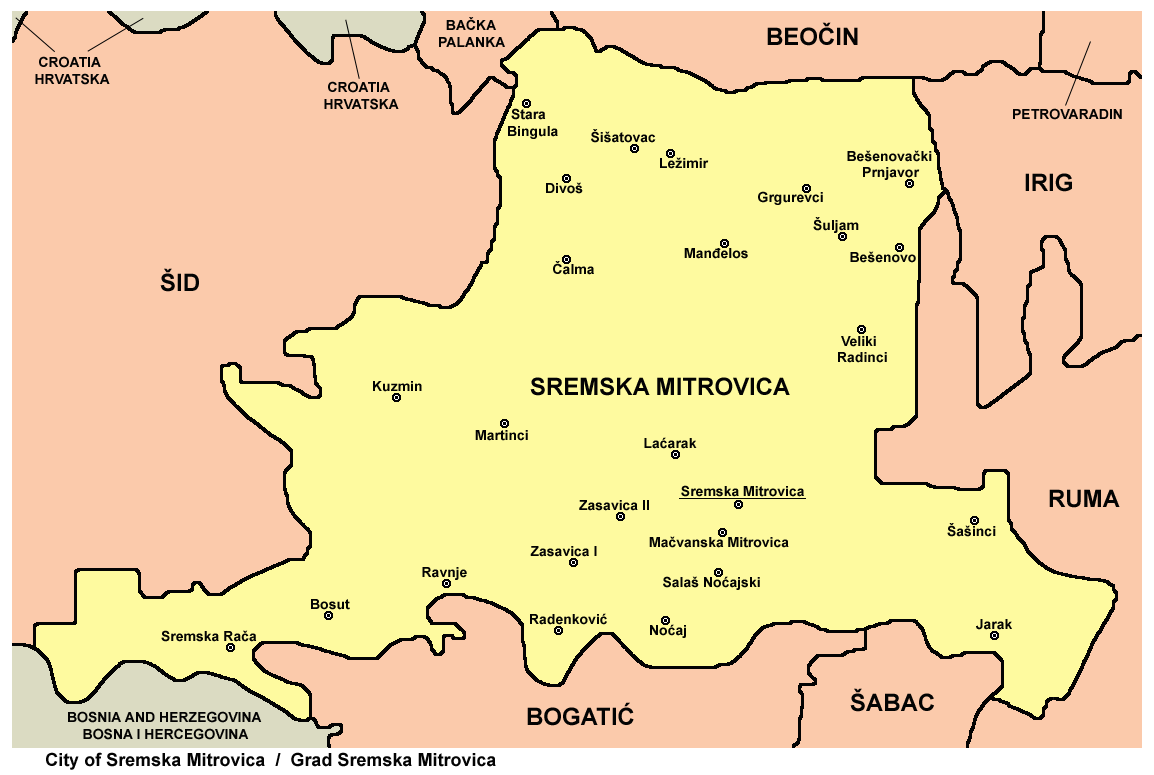
Localisation de Šuljam dans la Ville de Sremska Mitrovica

Šuljam se trouve dans la région de Syrmie, sur les pentes méridionales du massif de la Fruška gora. Le village est situé au nord-est de Sremska Mitrovica.

## Démographie

### Évolution historique de la population
| 1948 | 1953 | 1961 | 1971 | 1981 | 1991 | 2002 | 2011 |
| ---- | ---- | ---- | ---- | ---- | ---- | ---- | ---- |
| 802  | 810  | 952  | 863  | 777  | 741  | 744  | 630  |

|  |

### Données de 2002
Pyramide des âges (2002)
En 2002, l'âge moyen de la population était de 38 ans pour les hommes et 42,7 ans pour les femmes.
Répartition de la population par nationalités (2002)
En 2002, les Serbes représentaient 95,8 % de la population.

### Données de 2011
En 2011, l'âge moyen de la population était de 44 ans, 42,7 ans pour les hommes et 45,4 ans pour les femmes.

## Tourisme
L'église Saint-Nicolas de Šuljam a été construite dans la seconde moitié du XVIIIe siècle ; elle est inscrite sur la liste des monuments culturels de grande importance de la république de Serbie.